# Flaithnia mac Flainn
Flaithnia mac Flainn (mort en 755) est un roi d'Uí Failghe, un peuple du Laigin dans le Comté d'Offaly qui règne entre 741 et 755.

## Contexte
Flaithnia est l'un des nombreux fils de Fland Dá Chongal, un précédent souverain et le second qui accède au trône. Sa mère est réputée être de condition servile mais issue des Uí Dúnlainge, une autre lignée de Laigin.
En 741, son demi-frère Ailill Corrach mac Flainn est tué dans des circonstances indéterminées et il lui succède . La « Liste de Rois » du Livre de Leinster lui accorde un règne de seulement trois ans. Les Annales ne fournissent aucune information sur son règne autre que l'obiit de sa mort en 755. Il a comme successeur son demi-frère, Cummascach mac Flainn, mais son fils Domnall mac Flaíthnia (mort en 783) sera également roi d'Uí Failge.

## Sources
- (en) Gearóid Mac Niocaill, Ireland before Vikings, Dublin, Gill & Macmillan, 1972
- (en) Francis John Byrne, Irish Kings and High-Kings, Dublin, Courts Press History Classics, 2001 (ISBN 1-851-82-196-1).